# 埃斯皮諾阿馬里略 (馬卡拉卡斯區)
埃斯皮諾阿馬里略（西班牙語：Espino Amarillo），是巴拿馬的城鎮，位於該國中南部，由洛斯桑托斯省的馬卡拉卡斯區負責管轄，面積27平方公里，2010年人口193，人口密度每平方公里7.2人。